# Sarcosoma zelandicum
Sarcosoma zelandicum är en svampart som beskrevs av Lloyd 1936. Sarcosoma zelandicum ingår i släktet Sarcosoma och familjen Sarcosomataceae.   Inga underarter finns listade i Catalogue of Life.